# Escala de temps geològics de la Lluna
L'escala de temps geològics lunars (o més correctament, escala de temps selenològics) divideix la història geològica de la Lluna en sis grans períodes:
- Copernicà (o era copernicana): 1.100 milions d'anys fins al moment present.
- Eratostenià (o era eratosteniana): de 3.200 milions d'anys a 1.100 milions d'anys abans del present.
- Imbrià superior: de 3.800 milions d'anys a 3.200 milions d'anys abans del present.
- Imbrià inferior: de 3.850 milions d'anys a 3.800 milions d'anys abans del present.
- Nectarià (o era nectariana): de 3.920 milions d'anys a 3.850 milions d'anys abans del present.
- Prenectarià (o era prenectariana): de 4.550 milions d'anys a 3.920 milions d'anys abans del present.

Els valors de les dates són aproximats, ja que les divisions entre eres es basen en les dates en què es produïren esdeveniments geològics lunars importants, en moments difícils de determinar amb precisió. La majoria de mostres lunars a partir de les quals s'ha desenvolupat l'escala temporal acceptada actualment són basalts de l'Imbrià. Les mostres anteriors i posteriors a aquest període són més escasses i, en particular, les més antigues s'han vist afectades per impactes meteòrics violents que en dificulten la determinació de l'edat per mitjans radiomètrics. En molts altiplans lunars, els planetologistes no poden, actualment, distingir entre materials del Nectarià i del Prenectarià, i s'anomenen genèricament materials preimbrians.